# أندرو وولفولك
أندرو وولفولك (بالإنجليزية: Andrew Woolfolk)‏ هو موسيقي أمريكي، ولد في 11 أكتوبر 1950.

## وصلات خارجية
- أندرو وولفولك على موقع IMDb (الإنجليزية)
- أندرو وولفولك على موقع ميوزك برينز (الإنجليزية)
- أندرو وولفولك على موقع ديسكوغز (الإنجليزية)
- أندرو وولفولك على موقع قاعدة بيانات الفيلم (الإنجليزية)